# Josip Čale
Josip Čale (6. svibnja 1983.) hrvatski je rukometaš. 
Za seniorsku reprezentaciju igrao je na Mediteranskim igrama 2005. godine.